# 藤瀬政次郎
藤瀬 政次郎（ふじせ まさじろう、1867年2月9日（慶応3年1月5日） - 1927年（昭和2年）1月7日）は、日本の実業家。三井物産株式会社取締役、東洋綿花株式会社（後のトーメン、現在の豊田通商）代表取締役社長。

## 来歴
長崎県出身。1885年に商法講習所（現在の一橋大学）を卒業し、三井物産株式会社に入社した。同期に高柳豊三郎（のちに株式会社読売新聞社社長）がいた。香港支店を経て、上海支店長、綿花部長を歴任し、取締役に就任。東洋綿花株式会社の設立に関与（同社の設立は、三井物産綿花部が分離独立したもの）。代表取締役社長に就任する。
政財界に幅広い人脈を持ち、東亜同文書院教授で、南満州鉄道社員の山田純三郎を通じて、孫文の辛亥革命を支援したり、犬養毅、新渡戸稲造らとともに南洋協会の設立発起人、渋沢栄一、中島久万吉らとともに日米電信株式会社創立委員などもつとめた、晩年は、財団法人滝乃川学園の理事もつとめ、同学園創立者の石井亮一の事業を援けた。石井とは「竹馬の友」の間柄であり、藤瀬の逝去の報に接し、石井は「手足をもぎ取られたようだ」と落胆したと伝わる。

## 家族
妻の秀子は、歌人として知られる一方、夫と同様、社会福祉への理解が深く、財団法人あそか会の理事などもつとめた。秀子が夫の死後に晩年を過ごすために建設した神奈川県逗子市の別荘は、後に脇村義太郎の自宅となり、現在も蘆花記念公園に「旧脇村邸」として現存している（非公開）。子に藤瀬新一郎（東北大学名誉教授、妻孝子は林博太郎次女）、藤瀬英二郎（日本貿易振興会理事、妻信子は益田太郎長女）、藤瀬清、藤瀬五郎（NHK解説委員、妻百代は山一證券創業者小池国三の娘）、藤瀬六郎。